# Durban
Durban (in zulu eThekwini) è una città portuale del Sudafrica; si trova sulla costa indiana del Paese; è il capoluogo della municipalità metropolitana di Ethekwini, amministrativamente facente parte della provincia di KwaZulu-Natal.
Con circa 3,4 milioni d'abitanti è la terza città più popolosa del Sudafrica e il suo porto è il più grande e importante del Paese nonché il terzo dell'emisfero sud per stivaggio container marittimi.

## Geografia fisica

### Territorio
La città si trova sulla costa dell'Oceano Indiano a sud del Tropico del Capricorno.

### Clima
La città gode di un clima umido subtropicale.
| Durban              | Mesi | Mesi | Mesi | Mesi | Mesi | Mesi | Mesi | Mesi | Mesi | Mesi | Mesi | Mesi | Stagioni | Stagioni | Stagioni | Stagioni | Anno |
| Durban              | Gen  | Feb  | Mar  | Apr  | Mag  | Giu  | Lug  | Ago  | Set  | Ott  | Nov  | Dic  | Inv      | Pri      | Est      | Aut      | Anno |
| ------------------- | ---- | ---- | ---- | ---- | ---- | ---- | ---- | ---- | ---- | ---- | ---- | ---- | -------- | -------- | -------- | -------- | ---- |
| T. max. media (°C)  | 27,7 | 28,1 | 27,6 | 26,1 | 24,4 | 22,9 | 22,4 | 22,9 | 23,5 | 24,2 | 25,4 | 27,0 | 27,6     | 26,0     | 22,7     | 24,4     | 25,2 |
| T. min. media (°C)  | 20,6 | 20,9 | 19,9 | 17,5 | 14,4 | 11,6 | 11,3 | 12,9 | 15,0 | 16,8 | 18,2 | 19,8 | 20,4     | 17,3     | 11,9     | 16,7     | 16,6 |
| Precipitazioni (mm) | 124  | 113  | 125  | 71   | 56   | 30   | 31   | 46   | 64   | 95   | 110  | 110  | 347      | 252      | 107      | 269      | 975  |

## Storia
Il 25 dicembre 1497, il navigatore portoghese Vasco da Gama approdò in un porto naturale sull'Oceano Indiano lungo la costa africana. Chiamò questa costa Natal ed il porto naturale Rio De Natal, che successivamente prese il nome di Port Natal.
Nel 1823, Henry Fynn, un commerciante britannico, ottenne del re zulù Shaka l'autorizzazione a stabilire un porto commerciale permanente a Port Natal.
Nel 1835 Port Natal venne ribattezzata Durban, in onore del governatore della Colonia del Capo, Benjamin d'Urban.
Precedentemente repubblica boera indipendente nota come Repubblica di Natalia, la regione fu annessa definitivamente alla Colonia del Capo nel 1844.
Verso la fine dell'Ottocento il porto di Durban conobbe uno sviluppo economico considerevole che fece sì che questa città divenisse la vera capitale economica del Natal. A partire dal 1855 migliaia di indiani e di asiatici sbarcarono a Durban per andare a lavorare nei campi di canna da zucchero.
Questa popolazione indiana si stabilì a Durban.
Città anglofona, liberale, indiana e zulù durante tutto il XX secolo, eclissò tutte le sue rivali dell'Africa sub-sahariana per diventare il più grande porto del subcontinente così come una destinazione turistica molto apprezzata dagli abitanti del Transvaal.
Negli anni 90, Durban soppiantò Città del Capo come seconda città più grande dell'Africa meridionale in numero di abitanti dietro Johannesburg.
Nel 2001, la città accolse la Conferenza mondiale contro il razzismo organizzata dall'ONU.
Nel 2009 ha accolto la cinquantasettesima edizione dell'ISI (International Statistical Association).

## Monumenti e luoghi d'interesse
- Municipio di Durban
- Quadrant House
- Edificio Enterprise

## Società
La città conta più di 3 milioni di abitanti, di cui il 68,5% di neri, il 20% di indiani, il 9% di bianchi e il 2,5% di mulatti.

## Cultura

### Cucina
Uno dei piatti tradizionali di Durban è il bunny chow, una pagnotta riempita di curry consumata come cibo da strada.

## Economia

### Industria
Durban è il più grande centro portuale dell'oceano indiano e il più grande porto di importazione e di esportazione dell'Africa meridionale. Nel 2004, il suo porto ha trattato 1,6 milioni di container EVP e 25 milioni di tonnellate di merci. Localizzata in una regione dove sono coltivati dei grandi campi di canna da zucchero, Durban è il più grande porto commerciale di zucchero al mondo.
È anche una città industriale rinomata per le sue raffinerie di zucchero, la sua industria tessile e le sue fabbriche di vernici, di sapone e di conserve.
Tuttavia l'alto livello di criminalità che si riscontra nella Durban Metropolitan Area unitamente alla scarsa pulizia della zona, fa sì che il livello di disoccupazione sia piuttosto elevato, attorno al 30%, e che molte aziende stiano spostando la loro attività nel distretto di Umhlanga a nord della città.

### Turismo

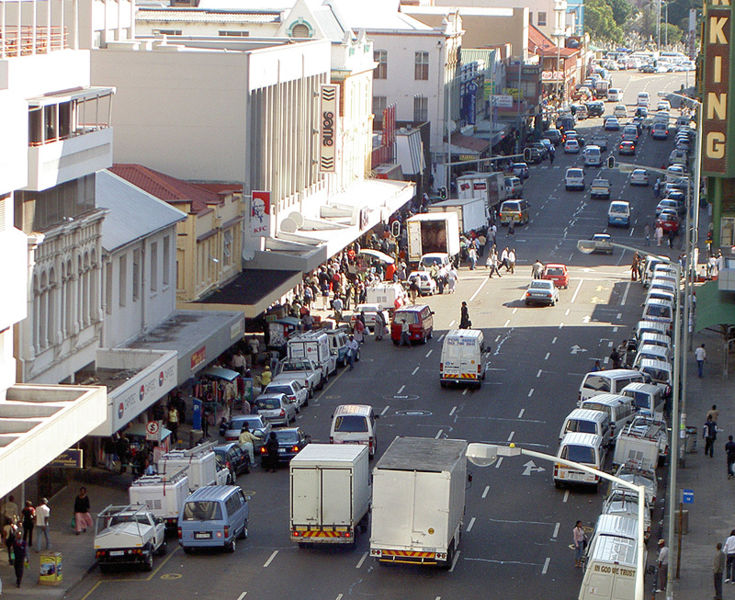
Centro di Durban

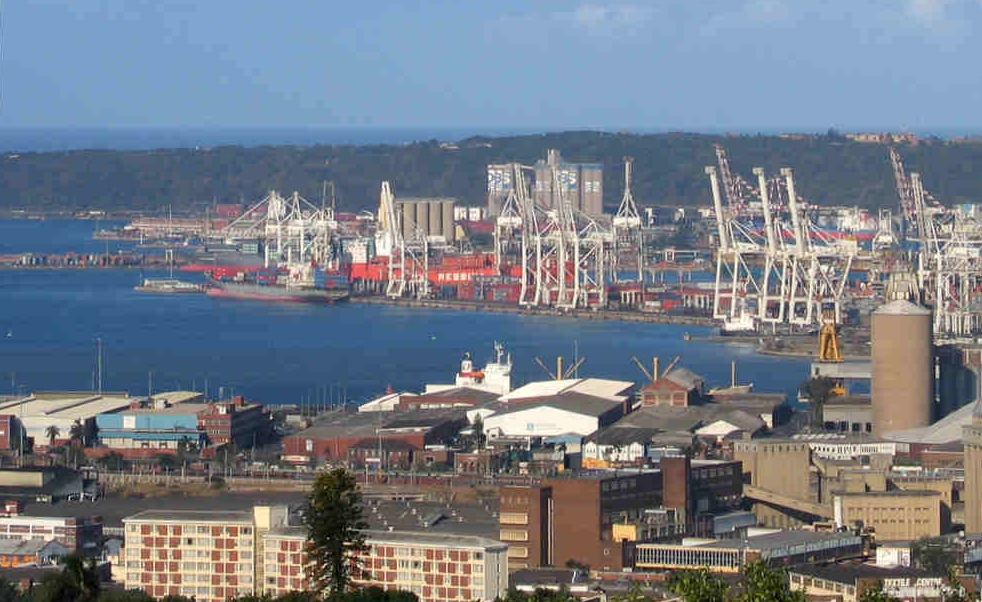
Porto di Durban

Anche se a partire dagli anni 90 il tasso di criminalità è diventato altissimo, Durban resta al centro di una regione balneare e turistica che si estende per 500 km.
I principali siti turistici della città sono:
- la Waterfront (Golden Mile), passeggiata di oltre un chilometro sul lungomare costeggiato da hotel, ristoranti e parchi d'attrazione,
- l'acquario e il delphinarium, l'uShaka Marine World, uno dei più grandi acquari del mondo con una capacità di 17 500 metri cubi d'acqua,
- il municipio (1910) costruito come quello di Belfast, nel quale si trova il "Durban Museum" dedicato alla storia naturale del Natal e del popolo Zulu,
- il Local History Museum, situato all'interno del vecchio tribunale (1866) e dedicato alla storia del Natal,
- le statue coloniali di Francis Farewell e della regina Vittoria presso i giardini,
- l'ufficio postale (1885)
- l'orologio Da Gama, presso Victoria Embankment, offerto nel 1877 dal governo portoghese in ricordo di Vasco da Gama,
- la moschea Juma, una delle più grandi moschee dell'emisfero Sud,
- la cattedrale Emanuele (1904),
- il Salisbury House (1925),
- il Britannia Hotel (1877),
- l'Old station (1892),
- l'Old House Museum (1849),
- l'Elephant House (1850),
- la statua di Dick King[3],
- i giardini botanici, aperti nel 1849, considerati tra i più belli del mondo,
- l'Old Fort (1842), museo dedicato alla storia dello stato del Natal e alle guerre coloniali del Natal,
- la spiaggia di South Beach con il suo pontile per la pesca e i suoi stabilimenti balneari, costeggiata da negozi e cinema.

Ad un'ora di strada in direzione nord si raggiunge la capitale della provincia Pietermaritzburg. Per raggiungerla si percorre una strada da cui si può ammirare il panorama collinare con i villaggi Zulu.
Durban è un posto obbligato per poter raggiungere le spiagge e le città costiere. A nordest della città l'autostrada costiera N2 permette di raggiungere Umhlanga Rock, una delle località balneari più eleganti del paese, Stanger, la località dove è sepolto il re Shaka e, dopo aver attraversato il ponte sul fiume Tugela, l'interno della provincia di KwaZulu-Natal. Eshowe e Shakaland, (dove sono stati ricostruiti villaggio zulù), rappresentano mete turistiche raggiungibili da Durban.
A 27 km a sud di Durban, lungo la costa dell'Oceano Indiano, si raggiunge la località balneare di Amanzimtoti. La costa, in direzione sud, è caratterizzata da lagune, parchi naturali e villaggi zulu e attraversa Port Shepstone e la regione protetta della gola Oribi, fino a raggiungere la costa di Hibiscus Coast, celebre per le sue località balneari e per le sue impressionanti cascate, fino a raggiungere Port Edward, città alla frontiera con la provincia del Provincia del Capo Orientale (a 170 km).

## Infrastrutture e trasporti
Nei pressi della città è presente l'Aeroporto Internazionale di Durban.

## Amministrazione

### Gemellaggi
- Chicago
- Santa Fe

## Sport
A Durban hanno sede gli Sharks franchigia di rugby che partecipa al Super Rugby, mentre la squadra del Natal Sharks compete in Currie Cup, il massimo campionato nazionale. Entrambe le formazioni giocano al Kings Park Stadium con una capacità di 52 000 spettatori.
Nel calcio sono attive le società del AmaZulu e del Golden Arrows. Lo stadio principale è il Moses Mabhida Stadium, che presenta una capacità di 62 760 spettatori.

### Eventi sportivi
Durban ha ospitato cinque partite della Coppa del Mondo di rugby 1995 e nel 2010 quelle dei Mondiali di calcio, gli stadi sono stati rispettivamente il Kings Park e il Moses Mabhida.
Altri eventi rilevanti sono stati i Campionati africani di atletica leggera del 1993 e del 2016 e nel cricket la Coppa del Mondo 2003 e la Champions League Twenty20.
Nel 2007 è stata sede del Campionato africano maschile di pallavolo 2007, vinto dall'Egitto.
La metropoli ha ospitato, per alcune stagioni, il campionato automobilistico A1 Grand Prix nel circuito urbano allestito, con i box delle scuderie allestiti nel Waterfront.